# Чилижська Радвань
Чилижська Радвань (словац. Čiližská Radvaň) — село в окрузі Дунайська Стреда Трнавського краю Словаччини. Площа села 21,41 км². Станом на 31 грудня 2015 року в селі проживало 1182 жителі.

## Географія
Розташоване на Житньому острові. Протікають канали Врбіна-Голяре; Міліновіце-Врбіна і Ганський канал.

## Історія
Перші згадки про село датуються 1252 роком.

## Населення
| Рік:            | 1994. | 2004.   | 2014.   | 2024.   |
| --------------- | ----- | ------- | ------- | ------- |
| Кількість осіб: | 1164  | 1277    | 1188    | 1163    |
| Різниця:        |       | +9,70 % | -6,96 % | -2,10 % |

| Рік:            | 2023. | 2024.   |
| --------------- | ----- | ------- |
| Кількість осіб: | 1159  | 1163    |
| Різниця:        |       | +0,34 % |